# Caribitroides (Mexitroides) pecki
Caribitroides (Mexitroides) pecki is een vlokreeftensoort uit de familie van de Talitridae. De wetenschappelijke naam van de soort is voor het eerst geldig gepubliceerd in 1990 door Lindeman.